# Іжевська Тетяна Іванівна
Тетяна Іванівна Іжевська (нар. 19 листопада 1956, Прилуки, Чернігівська область) — український дипломат. Надзвичайний і Повноважний Посол. Кандидат філологічних наук. Доцент. Надзвичайний і Повноважний Посол України при Святому Престолі (2006—2019); Надзвичайний та Повноважний Посол України при Суверенному військовому Ордені Госпітальєрів Святого Іоанна Єрусалимського, Родосу і Мальти (2008—2019, за сумісн.).

## Життєпис
Народилася 19 листопада 1956 року в місті Прилуки на Чернігівщині. У 1978 році закінчила Київський університет імені Т.Шевченка, романо-германський факультет. Володіє іноземними мовами: англійською, італійською, російською, французькою.
З 11.1981 по 09.1986 рр. — старший лаборант, викладач, стажер-дослідник
З 09.1986 по 09.1987 рр. — навчання в аспірантурі.
З 09.1986 по 09.1990 рр. — викладач катедри практики англійської мови, старший викладач катедри лексикології та стилістики Київського державного педагогічного інституту іноземних мов.
З 09.1990 по 08.1993 рр. — старший викладач, доцент-керівник, керівник Курсів іноземних мов МЗС України.
З 08.1993 по 11.1996 рр. — перебувала у Швейцарській Конфедерації у зв'язку з довготерміновим відрядженням чоловіка Олега Шамшура; координатор Постійного Представництва України при Відділенні ООН та інших міжнародних організаціях у Женеві з питань підготовки Всесвітньої конференції зі становища жінок.
З 02.1997 по 06.1997 рр. — завідувачка відділом координації програм двостороннього культурного співробітництва
З 06.1997 по 04.1998 рр. — в.о. начальника Управління культурних зв'язків МЗС України. Член постійно діючої робочої групи для забезпечення оперативного вирішення питань, пов'язаних з доставкою і розподілом гуманітарної допомоги.
З 04.1998 по 12.2001 рр. — начальник Управління культурного співробітництва та гуманітарних питань Міністерства закордонних справ України.
З 11.1998 по 11.2000 рр. — член Бюро Керівної ради з питань культурного співробітництва Ради Європи.
З 12.2001 по 10.2003 рр. — перебувала у Королівстві Бельгія у зв'язку з довготерміновим відрядженням чоловіка Олега Шамшура.
З 10.2003 по 07.2005 рр. — начальник Управління культурного і гуманітарного співробітництва МЗС України.
З 07.2005 по 03.2007 рр. — директор Департаменту культурного та гуманітарного співробітництва МЗС України.
З 04.2004 — заступник Голови Національної комісії України у справах ЮНЕСКО.
З 10.2004 — Представник України у Комітеті Ради Європи з питань рівноправності між чоловіками і жінками.
З 11.12.2006 — 19.07.2019 — Надзвичайний та Повноважний Посол України у Ватикані.
З 21.07.2008 — 19.07.2019 — Надзвичайний та Повноважний Посол України при Суверенному військовому Ордені Госпітальєрів Святого Іоанна Єрусалимського, Родосу і Мальти за сумісництвом.

## Наукова робота
- Автор понад 20 друкованих праць.

## Нагороди та відзнаки
- Почесна грамота Кабінету Міністрів України (12.2001)[5]
- Папська відзнака «Великий Хрест ордена Папи Пія IX» (19 квітня 2009)[6]
- Орден княгині Ольги III ступеня (08.2011).[7]

## Дипломатичний ранг
- Надзвичайний і Повноважний Посол (04.03.2008).